# Guy Ritchie
Guy Stuart Ritchie, més conegut com a Guy Ritchie, (Hatfield, Hertfordshire, Anglaterra, 10 de setembre de 1968) és un guionista i director de cinema anglès.

## Inicis
Guy Stuart Ritchie és el segon fill d'Amber Parkinson, i John Vivian Ritchie, publicitari. A més d'una germana més gran, Tabitha, Ritchie té un germanastre, Kevin Bayton, que la seva mare va tenir d'adolescent quan no estava encara casada amb el seu pare.
Guy Ritchie descobreix molt d'hora el cinema, i s'adona que vol fer pel·lícules després d'haver vist Butch Cassidy and the Sundance Kid (George Roy Hill, 1969). Malgrat el seu amor pel 7è art, el jove Guy rebutja de totes totes entrar en una escola de cinema, explicant que les pel·lícules creades pels joves titulats d'aquestes escoles eren avorrides i no es podien veure.
De nen, se li diagnostica una dislèxia. Així, es enviat a la molt reputada Stanbridge Earls School prop de Romsey, especialitzada en problemes de dislèxia. Amb 15 anys, Guy Ritchie és expulsat de l'escola, recorda que el consum de droga va ser la causa de la seva expulsió, mentre que segons el seu pare « va ser atrapat a punt de fer-s'ho amb una noia a la seva habitació.
Després de deixar l'escola, Guy Ritchie passa els deu anys següents a viatjar i a viure de diferents petites feines, fins als 25 anys on comença a treballar com a becari en la posada en escena.

## Carrera cinematogràfica

### Començaments i revelació (1995-2001)
Després haver rodat nombrosos clips i espots publicitaris, realitza, el 1995, un curtmetratge de 20 minuts, The Hard Case. Trudie Styler, actriu i productora anglesa, veu el curtmetratge i desitja invertir a la pel·lícula que prepara Guy Ritchie. El 1998, el director surt doncs de l'anonimat amb el seu primer llargmetratge, Lock, Stock and Two Smoking Barrels, on es troba el cantant del grup The Police, Sting, que no és altre que el marit de Trudie Styler. Pel·lícula de baix pressupost, la primera realització de Ritchie marca pel seu cinisme i la seva violència. Els crítics comparen llavors l'estil del director al de Quentin Tarantino per als seus diàlegs. Lock, Stock and Two Smoking Barrels conta la història de quatre amics que viuen de petits atracaments i estafes de tot gènere als carrers de Londres. Després de perdre una partida de poker, es troben amb un deute de prop de 500.000 £ que han de tornar a un cap de la màfia. La pel·lícula es marca llavors pel seu humor negre i la seva violència en excés, finalment la paraula Fuck és pronunciada 125 vegades. A més, Guy Ritchie dona la seva oportunitat a un jove actor llavors desconegut, Jason Statham, però també a l'antic futbolista britànic Vinnie Jones.
L'any 2000, guanya un premi Edgar-Allan-Poe dels Mystery Writers of America que premia la millor pel·lícula. Finalment l'any 2004, la pel·lícula és classificada en el lloc 38 de les millors pel·lícules britàniques de tots els temps per la revista Total Film.
El 2000, Ritchie treu la seva segona pel·lícula, titulada Snatch (porcs i diamants), en el càsting del qual figura la estrella de Hollywood Brad Pitt, que accepta reduir el seu cachet per poder participar-hi. D'altres celebritats participen en la pel·lícula, com Benicio del Toro i Dennis Farina. Snatch esdevé un autèntic èxit al box-office. Amb un pressupost d'aproximadament 3.000.000 de dòlars, la pel·lícula aconsegueix prop de 30.093.107 $ als Estats Units i 12.137.698 £ al Regne Unit. Alguns crítics aplaudeixen l'enginy de Ritchie per la seva originalitat, barrejant acció violenta, pel·lícula de pistolers i un humor molt britànic tot i que se li han fet diverses crítiques, sobretot la d'inspirar-se massa en Pulp Fiction. L'actuació de Brad Pitt és també saludada pel seu paper de boxador gitano d'origen irlandès amb un accent indescriptible, que li permet de trencar la seva imatge habitual.
El 2001, participa en la sèrie produïda per BMW Films. Realitza l'episodi Star amb Clive Owen i Madonna.

### Confirmació difícil (2002-2008)

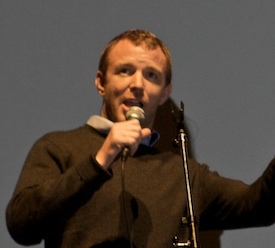
Guy Ritchie l'any 2008.

El 2002, dirigeix la seva companya Madonna a Swept Away, remake d'una pel·lícula italiana de 1974, Travolti da un insolito destino nell'azzurro tolla d'agosto, Lina Wertmüller). La pel·lícula és un fracàs coent, tan sobre el pla comercial com sobre el pla de la crítica.
El 2005, Guy Ritchie torna al seu primer amor, les comèdies de pistolers, amb Revòlver, on troba per tercera vegada Jason Statham. La pel·lícula, produïda per Luc Besson, desconcerta no obstant això el públic i els fans de Guy Ritchie.
L'abril de 2008, realitza la publicitat per al Campionat d'Europa de futbol 2008 de l'empresa Nike, titulada To the next level, i que posa en escena l'ascensió d'un jove jugador de futbol holandès que signa per l'Arsenal. La publicitat es distingeix per la visió subjectiva i pel nombre important d'estrelles convidades, entre d'altres Arsène Wenger, William Gallas, Wayne Rooney, Cristiano Ronaldo, Ronaldinho, Cesc Fàbregas, Marco Materazzi, Zlatan Ibrahimović, Ruud van Nistelrooy i Wesley Sneijder. Destacar que Guy Ritchie dona suport al club del Chelsea F.C..
El novembre de 2008, surt la seva cinquena pel·lícula, RocknRolla, un retorn a les fonts en la línia de les seves dues primeres pel·lícules, Lock, Stock and Two Smoking Barrels  i Snatch. Es troba al càsting Gerard Butler, Tom Wilkinson, Thandie Newton, Ludacris, Idris Elba, Jeremy Piven, Tom Hardy i Mark Strong. Mentre que els crèdits del final anuncien una continuació a la pel·lícula, The Real Rock N Rolla, i que Thandie Newton parla d'una trilogia en cas d'èxit del primer opus, res no es concreta.

### Hollywood (des del 2009)
EL 2009, Guy Ritchie es posa amb el més famós detectiu britànic: Sherlock Holmes. És escollit per la Warner Bros. per adaptar un comic book de Lionel Wigram sobre les aventures del detectiu consultor. Es troba Robert Downey Jr. al paper del títol, Jude Law al del Doctor Watson, Rachel McAdams com Irene Adler i Kelly Reilly com Mary Morstan. Dirigeix igualment la continuació de la pel·lícula, Sherlock Holmes: Joc d'ombres, estrenada dos anys més tard. Troba Jude Law quan realitza la publicitat Dior Homme Sport per a Perfums Christian Dior l'any 2010.
L'any 2012, realitza el clip publicitari del vídeojoc Call of Duty: Black Ops II, amb Omar Sy i Robert Downey Jr..
El 2015, mentre es considera un tercer Sherlock Holmes, signa la posada en escena de The Man from U.N.C.L.E., adaptació de la sèrie de televisió dels anys 1960, Agents molt especials. Dirigeix Henry Cavill i Armie Hammer, així com Alicia Vikander i Hugh Grant. La pel·lícula no troba un enorme èxit al món, amb només 109.645.109 milions de dòlars de recaptacions mundials, per a un pressupost d'aproximadament 75 milions de dòlars.
Continua amb una nova versió de les aventures del Rei Arthur, produïda per la Warner. King Arthur: Legend of the Sword estrenada el maig de 2017. Guy Ritchie hi dirigeix novament Jude Law, després de les dues pel·lícules sobre Sherlock Holmes. El paper del Rei Arthur és per Charlie Hunnam. La pel·lícula podria ser el primer d'una gran franquícia.
El 12 d'octubre de 2016, Walt Disney Pictures anuncia estar negociant amb Guy Ritchie per realitzar l'adaptació en presa de vistes reals de la pel·lícula Aladdin (1992). El rodatge hauria de començar el 2017.
El 28 de febrer del 2020 es va estrenar The Gentlemen, amb èxit per part de la crítica, i el 2021 Wrath of Man, un remake de la pel·lícula Cash Truck de 2004, protagonitzada per Jason Statham. El setembre de 2020, la revista Variety va informar que Ritchie i Statham col·laborarien en un thriller d'espies anomenat Five Eyes, però que més tard es va titular Operation Fortune: Ruse de Guerre; aquest se suposava que s'estrenaria als cinemes el 18 de març de 2022, però es va retirar del calendari d'estrenes al febrer. Ritchie va començar a rodar la seva següent pel·lícula, un drama de guerra sense títol protagonitzat per Jake Gyllenhaal, Dar Salim, Antony Starr i Emily Beecham, el febrer de 2022 a diversos municipis de la província d'Alacant (País Valencià) i amb el campament base establert a Petrer (El Vinalopó Mitjà). Al juny d'aquell any, es va anunciar que Ritchie havia signat per dirigir una adaptació cinematogràfica d'acció real de l'Hèrcules de Disney.

## Vida privada
El 22 de desembre de 2000, Ritchie es casa amb la cantant Madonna a Escòcia. La parella té un fill, Rocco, nascut l'11 d'agost de 2000, i adopta un noi el 2006, David a Malawi. L'octubre 2008, la parella, sobre-mediatitzada, se separa de comú acord.
Durant el seu matrimoni amb Madonna, Ritchie es va convertir a la càbala, moviment espiritual amb el qual la cantant està fortament implicada.
Ritchie és practicant i gran fan de jujutsu brasiler, és cinturó marró, i s'entrena regularment amb el campió del món de la disciplina Roger Gracie. Practica igualment el judo, del qual és cinturó negre.
És en parella des de l'abril de 2010 amb la model Jacqui Ainsley, 13 anys més jove amb qui té tres nens. Va tenir un nen el 5 de setembre de 2011, Rafael. La seva filla Rivka va néixer el 29 de novembre de 2012. Finalment, van tenir el seu tercer fill l'any 2014. La parella es va casar el 30 de juliol de 2015 després de cinc anys de relació.

## Filmografia
| Any  | Títol                                                                 | Direcció | Guió | Producció | Notes                                                                                       |
| ---- | --------------------------------------------------------------------- | -------- | ---- | --------- | ------------------------------------------------------------------------------------------- |
| 1995 | The Hard Case                                                         | Sí       | Sí   |           | Curtmetratge                                                                                |
| 1998 | Lock, Stock and Two Smoking Barrels                                   | Sí       | Sí   |           | També director de càsting                                                                   |
| 2000 | Snatch (porcs i diamants) (Snatch)                                    | Sí       | Sí   |           | Cameo: home llegint el diari                                                                |
| 2001 | The Hire: Star                                                        | Sí       | Sí   |           | Curtmetratge                                                                                |
| 2002 | Enduts per la marea (Swept Away)                                      | Sí       | Sí   |           | Premi Golden Raspberry al pitjor director Nominació - Premi Golden Raspberry al pitjor guió |
| 2005 | Revolver                                                              | Sí       | Sí   |           |                                                                                             |
| 2005 | Suspect                                                               | Sí       |      |           | Telefilm. També director executiu.                                                          |
| 2008 | RocknRolla                                                            | Sí       | Sí   | Sí        | Cameo: home en bicicleta                                                                    |
| 2009 | Sherlock Holmes                                                       | Sí       |      |           | Nominació - Premi Saturn al millor director                                                 |
| 2011 | Sherlock Holmes: Un joc d'ombres (Sherlock Holmes: A Game of Shadows) | Sí       |      |           |                                                                                             |
| 2015 | The Man from U.N.C.L.E.                                               | Sí       | Sí   | Sí        |                                                                                             |
| 2017 | King Arthur: Legend of the Sword                                      | Sí       | Sí   | Sí        | Cameo: propietari de la taverna                                                             |
| 2019 | Aladdin                                                               | Sí       | Sí   |           | Nominació - Premi Saturn al millor director                                                 |
| 2019 | The Gentlemen                                                         | Sí       | Sí   | Sí        | Cameo: executiu dels estudis Miramax                                                        |
| 2021 | Wrath of Man                                                          | Sí       | Sí   | Sí        |                                                                                             |
| 2023 | Operation Fortune: Ruse de Guerre                                     | Sí       | Sí   |           |                                                                                             |
| 2023 | The Covenant                                                          | Sí       | Sí   | Sí        |                                                                                             |
| 2024 | The Ministry of Ungentlemanly Warfare                                 | Sí       | Sí   | Sí        |                                                                                             |